# Résolution 81 du Conseil de sécurité des Nations unies
Membres permanents
- Chine (Taïwan)
- États-Unis
- France
- Royaume-Uni
- URSS

Membres non permanents
- Cuba
- Égypte
- Équateur
- Inde
- Norvège
- Yougoslavie

Résolution no 80 Résolution no 82
La résolution 81 du Conseil de sécurité des Nations unies  est une résolution du Conseil de sécurité des Nations unies adoptée le 24 mai 1950.
Cette résolution, la troisième de l'année 1950, relative à la procédure, prend note de la résolution 268B (III) de l'Assemblée générale des Nations unies et décide de s'inspirer de ses principes.
La résolution a été adoptée par 10 voix pour, 0 contre.

## Texte
- Résolution 81 sur fr.wikisource.org
- Résolution 81 sur en.wikisource.org